# Na mo Naki Tori no Tobu Yoake
Na mo Naki Tori no Tobu Yoake (名も無き鳥の飛ぶ夜明け lit. El ave sin nombre volará en el amanecer?) es una serie de manga de romance escrita e ilustrada por Hirotaka Kisaragi. Fue publicada en la revista Asuka Ciel de la editorial Kadokawa desde el año 2002 hasta el 2004. Ha sido licenciado para su publicación en Estados Unidos por Tokyopop bajo el nombre de Innocent Bird.

## Argumento
Karau es un ángel y Shirasagi un demonio, en un ambiente fantástico Karasu es enviado a convencer a Shirasagi de regresar al Infierno; Shirasagi decide no actuar como demonio y dedica su vida a intentar ser un humano normal, siendo objetivo de varios problemas. 

## Personajes
Karasu (からす?)
Es un ángel de la clase powers, es asignado a convencer a un demonio de regresar al infierno, el demonio sin embargo lo convence de ser alguien normal y se enamora de él.
Shirasagi (しらさぎ?)
Es un demonio que busca redención; un día Karasu se aproxima a él intentando convencerlo de regresar al infierno, Shirasagi rechaza la oferta explicando que quiere ser humano, dejando sus poderes demoniacos de lado, busca una vida normal con Karasu junto a él.

## Manga
| N.º | Título      | Fecha de lanzamiento    | ISBN original          |
| --- | ----------- | ----------------------- | ---------------------- |
| 1   | «Volumen 1» | 1 de marzo de 2007      | ISBN 978-1-59816-831-0 |
| 2   | «Volumen 2» | 21 de junio de 2007     | ISBN 978-1-59816-832-7 |
| 3   | «Volumen 3» | 13 de noviembre de 2007 | ISBN 978-1-59816-833-4 |